# Mohammad Nouh
Mohammad Nouh (en arabe : محمد نوح), né le 8 janvier 1937 à Tanta et décédé au Caire le 5 août 2012, est un chanteur et compositeur lyrique égyptien considéré comme l’un des adeptes de la musique égyptienne populaire, fondée par l’innovateur Sayed Darwich.

## Parcours
Mohammad Nouh est diplômé de la Faculté de Commerce, à l'Université d'Alexandrie, ainsi que de l'Institut de la musique arabe.
Il commence sa vie d’artiste en 1966 dans le théâtre musical où il devient célèbre grâce à sa pièce de théâtre "Sayed Darwich".
Il poursuit des études au Département de la composition musicale à l'Université Stanford aux États-Unis.
Il est professeur invité à l'Institut de la musique arabe ainsi qu’à l'Institut du cinéma. 
Il se distingue par son interprétation du répertoire lyrique de Sayed Darwich.
Il est un très bon joueur du piano, du luth, du violon et de la flûte.
Il compose des Muwashshah pour la cantatrice libanaise Najah Salam et pour des chanteurs (et chanteuses) égyptiens tels que Ali El Haggar, Mohammed Al-Hilou, Muhammad Tharwat, Afaf Radhi… et bien d’autres.
Il crée le « Quatuor Nouh » composé de lui-même, de son fils et de ses deux filles.
Il fonde la troupe « An-Nahar » (Le jour).
Il compose des musiques de film.

## Ses chansons les plus célèbres
- Madad, Chiddi Hilek ya balad (À l'aide! Ô pays, tiens bon)
- Dalou, Ô Dalou wel-hobb mahadich manou (Choyez-le, personne n’empêche l'amour).
- Allah Hayy (Dieu est vivant)
- Bahibbak ya hayat (Ô vie, Que je t'aime)
- Wala ala bali (je n’y pense même pas)
- La tansana (ne nous oublie pas)
- Adini oult Ah ! (Me voilà dire Ah !)
- Ya ousfourin (Ô deux oiseaux)
- Habibati, ya habibati (Mon amour, Ô mon amour)

## Filmographie
Comme acteur
- 1967 : La seconde épouse (Az-Zawja athania)
- 1967 : Monsieur Balti (Assayed al Balti)
- 1967 : L'Intrus (Ad-Dakhil)
- 1967 : Les Feux de la rampe (Al-adhoua)
- 1971 : Une jeunesse dans la tempête (Chabab fi al assifa)
- 1976 : Conformité (Imtithal)
- 1976 : La musique est en péril (Al-mazzika fi khatar)
- 1984 : La malédiction (Al-laana)
- 1999 : Hassan et Aziza, une affaire d'État (Hassan wa Aziza, qadhiet amn dawla)

Comme compositeur
- 1976 : La musique est en péril (Al-mazzika fi khatar)
- 1990 : Alexandrie encore et encore (Iskandaria kaman w kaman)
- 1990 : Bataille du capitaine Nadia (Maaraket al-naqib Nadia)
- 1991 : La poignée de l’Hilalien (Qabdhat al-hilali)
- 1991 : La loi Ika (Qanoun ika)
- 1992 : Le Forçat de 79 ans (As-sajine 79 sena)
- 1993 : Cristal (Kristal)
- 1993 : Mercédès (Marcides)
- 1993 : Braves gens (Agdaa ness)
- 1994 : Le migrant (Al-muhajer)
- 2002 : Cœur vaillant (Qalb jari)

## Théâtre
Dans les années 1960, il avait joué dans deux pièces de théâtre :
- Inta Elly atalt al-wahch  / C’était toi qui as tué la bête, Texte du dramaturge égyptien Ali Salem (1967)
- Sahlib / Orchidée (1969)

Ensuite il composa de la musique pour les pièces suivantes :
- Kalam farigh jiddan / Très vaine parole, en 1969
- Madad / Secours, en 1973
- Saloumi / Salomé en 1987
- Sahlib / Orchidée en 1992

## Feuilletons télévisés
il composa de la musique pour les feuilletons télévisés suivants :
- Thaman al khawf / Le Prix de la peur, en 1989
- Alf lila wa lila / Les Mille et Une Nuits, en 1992
- Souq al-halawa / le souk de la beauté, écrit par Ahmad Haykal et réalisé par Sayed Radhi, avec la participation de grandes vedettes Égyptiennes, telles que les actrices Nelly et Mimi Gamal et les acteurs Abdel Moneim Madbouly, Youssef Mansour et Mohammad El Sharqawy.

## Récompenses nationales
- Prix de l’Association égyptienne pour l’art cinématographique en 1990
- Prix de l’Association égyptienne pour l’art cinématographique en 1991
- Prix du festival International cinématographique du Caire en 1991
- Prix étatique d'encouragement pour les arts, décerné par le Conseil suprême de la Culture en 1991

## Décès
Terrassé par une crise cardiaque, Mohammad Nouh s’éteint le 5 août 2012 à l’âge de 75 ans. Sa mort a été annoncée le même jour par la quasi-totalité des médias égyptiens dont la 1re chaine de télévision égyptienne qui lui a rendu un vif hommage en rediffusant plusieurs fois sa fameuse chanson « Madad ». De nombreuses personnalités politiques dont Ayman Nour et Naguib Sawiris, ont vite exprimé leur chagrin à travers leurs pages sur les sites du réseau social tels que Facebook et Twitter.